# Capillatus

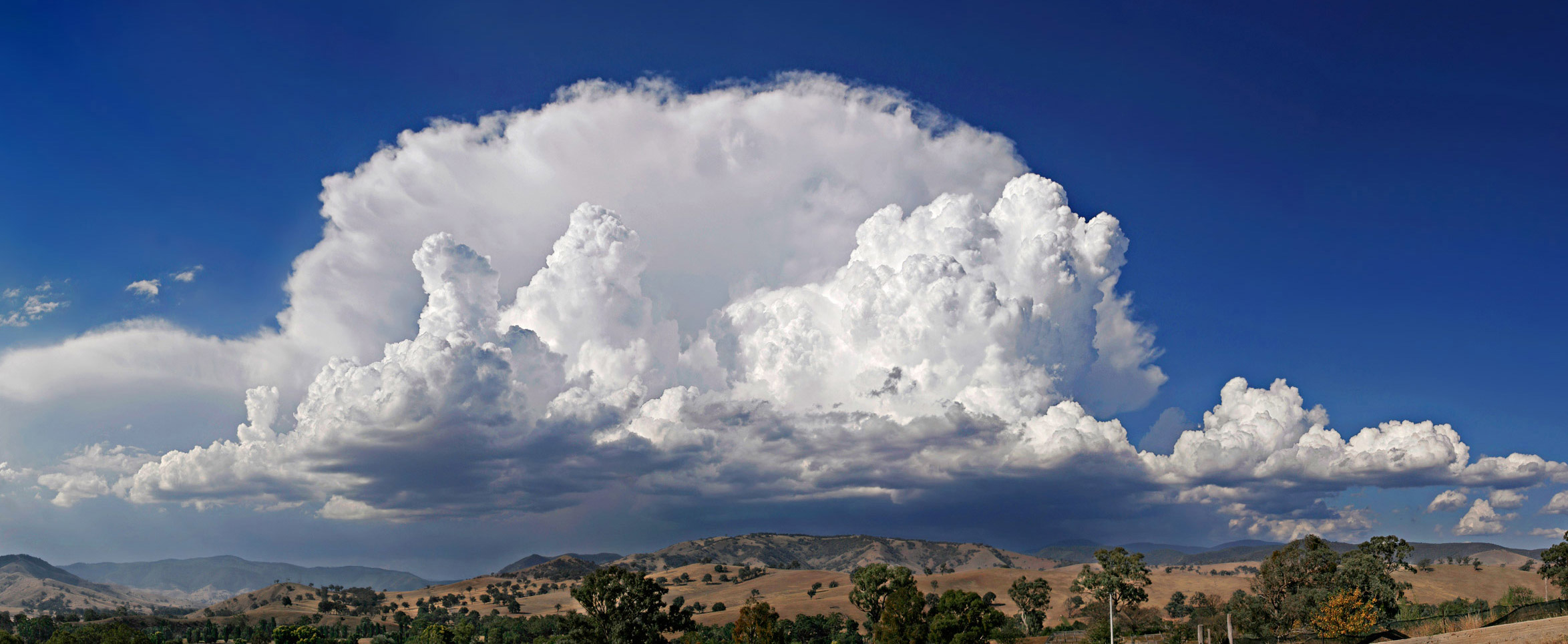
Cumulonimbus Capillatus incus (Amboss)

Capillatus (cap) (lat. „behaart, haarig“) ist ein Cumulonimbus, bei dem – meist im oberen Abschnitt – ausgeprägte cirrus-artige Gebilde von deutlich faseriger oder streifiger Struktur vorhanden sind, die häufig die Form eines Ambosses, eines Federbüschels oder einer großen, mehr oder weniger wirren Menge von Haaren haben. 

## Beschreibung
Da der obere Teil normalerweise die Tropopause berührt und somit auf der Höhe der Cirruswolken ist, zeigt er auch deutlich deren Struktur, und wenn sich der Cumulonimbus auflöst, bleibt oft ein Rest Cirrusbewölkung zurück (der sich jedoch meist auch schnell wieder auflöst).
Bei Cumulonimbus capillatus treten gewöhnlich Schauer oder Gewitter, häufig mit Böen und manchmal mit Hagel auf; oft kommt es dabei zu sehr gut ausgeprägter Virga-Bildung.